# Provincia Nordorientale (Kenya)
La provincia Nordorientale (in inglese: North Eastern Province) era una delle province del Kenya. Aveva come capoluogo Garissa. Si trattava di un'area rurale, abitata prevalentemente da popoli di etnia somala dediti all'allevamento.

## Geografia antropica

### Suddivisioni amministrative
La provincia era suddivisa in 4 distretti (wilaya'at):
| Distretto | Capoluogo |
| --------- | --------- |
| Garissa   | Garissa   |
| Ijara     | Ijara     |
| Wajir     | Wajir     |
| Mandera   | Mandera   |